# Thurman C. Crook

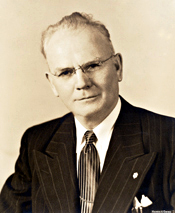
Thurman C. Crook

Thurman Charles Crook (* 18. Juli 1891 bei Peru, Indiana; † 23. Oktober 1981 in Rochester, Indiana) war ein US-amerikanischer Politiker. Zwischen 1949 und 1951 vertrat er den Bundesstaat Indiana im US-Repräsentantenhaus.

## Werdegang
Thurman Crook besuchte die öffentlichen Schulen im Cass County, die Logansport High School, die Indiana State Normal School und die Purdue University. Außerdem studierte er noch an der Indiana University sowie an der Valparaiso University, die er im Jahr 1930 absolvierte. Crook arbeitete als Schreiner und handelte mit Zement. Zwischen 1913 und 1948 unterrichtete er Verwaltungspraxis. Außerdem trainierte er Leichtathleten an verschiedenen High Schools in Indiana. Seit 1924 war Crook auch mit dem Obstanbau befasst.
Politisch war er Mitglied der Demokratischen Partei. Zwischen 1939 und 1943 saß er als Abgeordneter im Repräsentantenhaus von Indiana; von 1943 bis 1947 gehörte er dem Staatssenat an. Im Jahr 1946 bewarb er sich noch erfolglos um die Nominierung seiner Partei für die Kongresswahlen. Bei den Wahlen des Jahres 1948 wurde er dann aber im dritten Wahlbezirk von Indiana in das US-Repräsentantenhaus in Washington, D.C. gewählt, wo er am 3. Januar 1949 die Nachfolge von Robert A. Grant antrat. Da er im Jahr 1950 nicht bestätigt wurde, konnte er bis zum 3. Januar 1951 nur eine Legislaturperiode im Kongress absolvieren.
Im Jahr 1956 strebte Thurman Crook erfolglos seine Rückkehr in das US-Repräsentantenhaus an.  Ansonsten arbeitete er als Farmer, im Gartenbau und als Schafzüchter. Er verbrachte seinen Lebensabend in Macy und starb am 23. Oktober 1981 im Alter von 90 Jahren in Rochester.